# Robin Cousins
Robin John Cousins (Bristol, 17 augustus 1957) is een Brits voormalig kunstschaatser. Hij nam deel aan twee Olympische Winterspelen: Innsbruck 1976 en Lake Placid 1980. Cousins werd in 1980 zowel olympisch als Europees kampioen.

## Biografie
Cousins kwam uit een sportieve familie; zo was zijn vader ooit doelman bij de Engelse voetbalclub Millwall FC. Tijdens een vakantie in Bournemouth had hij op negenjarige leeftijd voor het eerst schaatsen aan. Hij bleek talent te hebben en mocht anderhalf jaar later van zijn ouders op les. Cousins deed vanaf 1969 mee aan kunstschaatswedstrijden - hij werd direct Brits kampioen in de novice-categorie - en op zijn zestiende stopte hij met school om zich volledig te kunnen richten op zijn sportieve carrière.
Nadat hij in 1976 als tiende was geëindigd op de Olympische Winterspelen won Cousins in 1978 brons en in 1979 zilver op de WK. Vervolgens bemachtigde hij in 1980 op de Olympische Winterspelen in Lake Placid de olympische gouden medaille, voor Jan Hoffmann uit Oost-Duitsland die zilver won. Cousins behield hiermee de olympische titel voor Groot-Brittannië, die vier jaar eerder was bemachtigd door landgenoot John Curry. Hoffmann versloeg Cousins een maand na de Spelen echter wel op de WK van 1980.
Cousins werd hierna een professionele schaatser en won meermaals de WK voor professionals. Hij schaatste mee met Holiday on Ice en Ice Capades, en ontwikkelde sinds 1983 ijsshows met zijn eigen bedrijf. In 1989 werd Cousins hoofd van de technische staff op de Ice Castle International, een toen splinternieuw trainingscentrum in de San Bernardino Mountains in zuid-Californië. Hij werd in 2005 opgenomen in de World Figure Skating Hall of Fame. Cousins woont, met zijn partner, in de Engelse plaats Lancing.

## Belangrijke resultaten
| Kampioenschap           | 72/73 | 73/74  | 74/75  | 75/76  | 76/77  | 77/78 | 78/79  | 79/80  |
| ----------------------- | ----- | ------ | ------ | ------ | ------ | ----- | ------ | ------ |
| Olympische Spelen       |       |        |        | 10e    |        |       |        | Goud   |
| Wereldkampioenschap     |       |        | 12e    | 9e     | t.z.t. | Brons | Zilver | Zilver |
| Europees kampioenschap  | 15e   | 11e    | 11e    | 6e     | Brons  | Brons | Brons  | Goud   |
| Nationaal kampioenschap | Brons | Zilver | Zilver | Zilver | Goud   | Goud  | Goud   | Goud   |

t.z.t. = trok zich terug
1908: Ulrich Salchow ·
1920: Gillis Grafström ·
1924: Gillis Grafström ·
1928: Gillis Grafström ·
1932: Karl Schäfer ·
1936: Karl Schäfer ·
1948: Richard Button ·
1952: Richard Button ·
1956: Hayes Alan Jenkins ·
1960: David Jenkins ·
1964: Manfred Schnelldorfer ·
1968: Wolfgang Schwarz ·
1972: Ondrej Nepela ·
1976: John Curry ·
1980: Robin Cousins ·
1984: Scott Hamilton ·
1988: Brian Boitano ·
1992: Viktor Petrenko ·
1994: Aleksej Oermanov ·
1998: Ilja Koelik ·
2002: Aleksej Jagoedin ·
2006: Jevgeni Pljoesjtsjenko ·
2010: Evan Lysacek ·
2014: Yuzuru Hanyu ·
2018: Yuzuru Hanyu ·
2022: Nathan Chen
- Gemeinsame Normdatei: 121007413
- International Standard Name Identifier: 0000 0000 2404 827X
- Library of Congress Control Number: n80134053
- Virtual International Authority File: 5777028
- WorldCat: E39PBJjXhYGHyv6QDJqChkhGpP